# Zariciovo, Pereciîn
Zariciovo (în ucraineană Зарічово) este o comună în raionul Pereciîn, regiunea Transcarpatia, Ucraina, formată numai din satul de reședință.

## Demografie
Componența lingvistică a comunei Zariciovo
     Ucraineană (98,77%)
     Alte limbi (1,01%)
Conform recensământului din 2001, majoritatea populației comunei Zariciovo era vorbitoare de ucraineană (98,77%), existând în minoritate și vorbitori de alte limbi.